# Thyene decora
Thyene decora is een spinnensoort in de taxonomische indeling van de springspinnen (Salticidae).
Het dier behoort tot het geslacht Thyene. De wetenschappelijke naam van de soort werd voor het eerst geldig gepubliceerd in 1902 door Simon.

## Voorkomen
De soort komt voor in Queensland.